# Pseudomertensia sericophylla
Pseudomertensia sericophylla là loài thực vật có hoa trong họ Mồ hôi. Loài này được (Riedl) Y.J. Nasir miêu tả khoa học đầu tiên năm 1989.